# Micromeria remota
Micromeria remota là một loài thực vật có hoa thuộc họ Lamiaceae.
Loài này chỉ có ở Yemen.
Môi trường sống tự nhiên của chúng là rừng khô nhiệt đới hoặc cận nhiệt đới and vùng nhiều đá.